# Poquito
"Poquito" é uma canção da cantora brasileira Anitta e  do cantor Swae Lee, contida no quarto álbum de Anitta, Kisses (2019). Foi escrita por Swae Lee, Alyssa Lourdiz Cantu, Michael Matosic e Ryan Ogren, enquanto produzida pelo último, e lançada como primeiro single do álbum em 5 de abril de 2019, pela Warner Music Brasil. Uma canção trap que também contém elementos da música pop romântica, a letra de "Poquito" é sobre Anitta descrevendo sobre como leva pouco tempo até que Lee se vicie no amor dela e como ele sabe que ele não pode resistir.
O videoclipe acompanhante para "Poquito" foi dirigido por Pedro Molinos, enquanto Giovanni Bianco ficou encarregado de sua direção criativa. Anitta gravou sua parte em São Paulo, enquanto Swae Lee gravou sua respectiva parte em Los Angeles, devido a incompatibilidade de agendas. Gravado em preto e branco, as imagens dos cantores ficam sobrepostas. A música foi divulgada em variados programas de televisão, sejam nacionais ou internacionais, como Fama a bailar e Encontro com Fátima Bernardes, além de ter sido executada em vários concertos de Anitta.

## Antecedentes e composição
Em 2016, depois de completar promoção para seu terceiro álbum de estúdio Bang, Anitta começou a planejar uma carreira internacional e começou a lançar uma série de colaborações, incluindo singles com artistas como Maluma, J Balvin e Major Lazer, durante 2016 e 2017, a fim de iniciar o processo de criação de sua imagem fora do Brasil. Na época, chegou a afirmar que não lançaria mais álbuns, pois o público prestava mais atenção apenas ao que era tocado na rádio. Porém, em julho de 2017, para a Billboard, Anitta anunciou que assinou com a Shots Studios para gerenciamento fora do Brasil e que ela estava trabalhando em um álbum em inglês. O álbum em questão veio dois anos depois, em três línguas diferentes, intitulado Kisses, com dez clipes para cada faixa. O primeiro single a ser trabalhado no álbum foi "Poquito": "é uma das minhas favoritas. É uma música romântica, mas que ao mesmo tempo tem um swing. O Swae Lee tem vários hits estourados no Brasil, sou fã há tempos e lutei muito pra ter ele comigo nesse álbum", disse Anitta sobre a canção.
Apesar do título em espanhol, "Poquito" é uma canção em inglês, que deriva de elementos estilísticos de trap e da música pop romântica. Segundo Felipe Maia da Folha de S.Paulo, a faixa entraria na categoria do "emo rap". Ainda de acordo com Emannuel Bento, do Diário de Pernambuco, a música aposta "em um pop romântico que nos leva até 2005-2006, quando não existia necessidade de abusar do eletrônico ou fazer um pop 'conceitual' e mais arrojado". A artista canta no refrão da música: "Poquito, it only takes a little bit/ Just poquito, to get you hooked on all of this", enquanto Swae Lee canta em seus versos sobre se encantar pelo charme infinito de Anitta, até ele estar "pullin' up till we in wheelchairs." De acordo com Nuno Talicosk da revista O Grito!, em "Poquito", a personalidade de Anitta é calma, apresentando-se de forma sexy e romântica. Em junho, Anitta gravou uma versão acústica da canção que foi incluída em uma playlist do Spotify.[carece de fontes?]

## Recepção
Márcio Bastos do Jornal do Commercio foi positivo em sua avaliação, dizendo que a faixa "se destaca como um dos momentos mais agradáveis do disco". Michael Love Michael da revista americana Paper disse que a canção era "borbulhante e docemente sedutora". Nick Levine da revista britânica NME classificou a canção como aromática. Já Rachel Aroesti do The Guardian notou que "Swae Lee, do Rae Sremmurd, salta de paraquedas com vocal melodioso auto-tunado em Poquito, uma música pop de cortadora de biscoitos com pouco poder permanente.

## Faixas e formatos
| Download digital |                          |                                                          |         |  |
| N.º              | Título                   | Compositor(es)                                           | Duração |  |
| 1.               | "Poquito" (com Swae Lee) | Alyssa Lourdiz Cantu Michael Matosic Ryan Ogren Swae Lee | 2:40    |  |

## Vídeo musical
O videoclipe acompanhante para "Poquito" foi dirigido por Pedro Molinos, enquanto Giovanni Bianco ficou encarregado de sua direção criativa. Anitta gravou sua parte em São Paulo, enquanto Swae Lee gravou sua respectiva parte em Los Angeles, devido a incompatibilidade de agendas. "O resultado ficou bem diferente", disse Anitta. O diretor Pedro Molinos disse que "a ideia de projetar um no outro passa sensação de distância, saudade e união através das imagens". Como Anitta descreveu que para cada videoclipe de Kisses ela imprimiria uma diferente personalidade, ela descreveu a persona adotada para "Poquito": "Essa Anitta é sexy porém romântica e sonhadora. Guarda sua extrema sensualidade apenas para seu alvo amado. Mas quando o faz, faz muito bem. Ela usa sua ingenuidade como forma de sedução. Se entrega aos poucos e assim vai amarrando seu parceiro como numa teia de aranha muito bem articulada. Ela tem fantasias românticas com desfechos futuros cinematográficos. Só se entrega quando realmente sente que vale a pena e faz isso de maneira inteligente".
De acordo com Nuno Talicosk da revista O Grito!, "O clipe tem um tom escuro e intimista, proporcionando um atmosfera que faz jus à música e à sua métrica". Já para Júlio Boll do jornal Zero Hora, "Intercalado de cenas em preto e branco com coloridas, Poquito é uma produção sem grandes destaques. Até mesmo porque a canção traz uma Anitta 'mais romântica e sonhadora', como ela mesmo definiu nas redes sociais".

## Apresentações ao vivo
A primeira apresentação aconteceu na Espanha quando a cantora cantou o single no programa Fama a bailar em 8 de abril de 2019. Durante sua participação no programa Encontro com Fátima Bernardes em 17 de abril, a cantora interpretou a canção juntamente com "Onda Diferente", "Rosa" e "Banana". Em um período de poucas horas, Anitta participou de dois programas de TV no México, cantando a canção nos programas Al Aire Con Paola e Hoy, em 12 de junho.

## Paradas semanais
| Tabela musical (2019)             | Melhor posição |
| --------------------------------- | -------------- |
| Brasil (Top 100 Brasil)           | 46             |
| Brasil (Top 10 Pop Nacional)      | 3              |
| Colômbia (Monitor Latino)         | 16             |
| Colômbia (National-Report)        | 14             |
| Equador (National-Report)         | 57             |
| México Airplay (Billboard)        | 30             |
| México Ingles Airplay (Billboard) | 18             |
| Portugal (AFP)                    | 51             |